# تگوئسته
تگوئسته (به اسپانیایی: Tegueste, Santa Cruz de Tenerife) یک شهرستان در اسپانیا با جمعیت ۱۰٬۱۶۵ نفر است که در جزایر قناری واقع شده‌است.